# 和德广
和德廣（法語：Bernard-Vincent Laribe；1802年8月12日—1850年7月20日）是天主教法國籍主教及遣使會會士。曾任浙江江西宗座代牧區宗座代牧（1845年-1846年）、江西宗座代牧區宗座代牧（1846年-1850年）。

## 生平
和德廣出生於1802年8月12日，在法蘭西第一共和國洛特省的市鎮蘇塞拉克。1823年，和德廣在20歲時加入遣使會及赴當時的清朝中國傳教。
1844年3月2日，和德廣在41歲時獲時任教宗額我略十六世任命為浙江江西宗座代牧區助理宗座代牧，領銜保加利亞索佐波利迪埃米蒙托教區主教。1845年5月13日，在浙江江西宗座代牧穆導沅主教主禮晉牧。
1845年7月14日穆導沅去世，和德廣接任成為浙江江西宗座代牧。1846年3月27日，聖座再次將浙江江西宗座代牧區一分為二恢復江西宗座代牧區，並改任和德廣主教為江西宗座代牧。和德廣主教在任內主禮晉牧於1845年的安巴都為河南宗座代牧和1847年的石伯鐸為浙江宗座代牧。
1850年7月20日，和德廣主教在清朝江西省去世，享年47歲。